# Ernst Jakob Henne
Ernst Jakob Henne (Weiler-Simmerberg, 22 februari 1904 – Gran Canaria, 22 mei 2005), was een Duitse motorcoureur, autocoureur en ondernemer. In Duitsland had hij de bijnaam "Schneller Henne".

## Biografie
Henne werd als vierde kind van de zadelmaker Jakob Henne geboren. Op zijn vijfde was hij echter al wees en hij groeide op bij een boerenfamilie. Het was niet zozeer een adoptie, eerder een baan: als achtjarige werkte Ernst volop op de boerderij. Hij woonde bij het personeel. Door groenten en fruit te verkopen verdiende hij wat bij. In 1919 werd hij leerling-automonteur en hij haalde op zijn vijftiende in Ravensburg zijn motorrijbewijs. Als chauffeur in München reisde hij door Europa en maakte hij kennis met de "gegoede burgerij".
In 1923 had hij zijn eigen motorfietsen- en autowerkplaats, die hij samen met zijn vrouw uitbouwde tot een bedrijf met 500 werknemers. In hetzelfde jaar bezocht Henne een speedwaywedstrijd op de drafbaan in Mühldorf am Inn en besloot spontaan deel te nemen. Hij leende een Megola motorfiets en werd er derde mee. Een opmerkelijke prestatie, want bij speedway worden de bochten op snelheid genomen door met het achterwiel te driften. Dat was met de voorwielaangedreven Megola onmogelijk. Henne werd opgenomen in het Megola fabrieksteam en reed samen met Albin Tomasi, Toni Bauhofer en Josef Stelzer. In 1925 stapte Henne over op Astra, waarmee hij in hetzelfde jaar zijn eerste wedstrijd, een heuvelklim, won. Rudolf Schleicher, hoofdingenieur én coureur van het jonge BMW zag hem in Monza rijden. In 1926, nadat hij nog meer opvallende prestaties in wedstrijden had geleverd, werd hij door BMW ingelijfd als fabrieksrijder. Hij zou een van de beroemdste Duitse motorcoureurs worden, zowel in wegwedstrijden als in het terrein, bij de voorloper van de enduro.
In mei 1926 werd hij snelste in alle klassen met zijn 500 cc BMW. Zijn eigen klasse won hij met acht minuten voorsprong. Hij werd in 1926 Duits kampioen in de 500 cc wegraceklasse, in 1927 in de 750 cc klasse en in 1928 won hij de Targa Floria op Sicilië. Ook in terreinsporten en de autosport deed Henne van zich spreken. Van 1933 tot 1935 werd de Duitse ploeg onder zijn leiding winnaar van de Internationale zesdaagse. Vanaf 1934 nam hij deel aan autoraces voor Mercedes-Benz en BMW. In 1937 won hij de Grands Prix van België en Hongarije met een BMW 328.

### Wereldsnelheidsrecords
Vanaf 1929 behaalde Henne met BMW motorfietsen verschillende wereldrecordpogingen. Henne en Schleicher vatten het plan op om het wereldsnelheidsrecord van Bert le Vack te verbeteren. Le Vack had dat gevestigd op 25 augustus 1929 in Arpajon met een 995 cc Brough Superior. Schleicher had al proeven gedaan met compressoren, maar die lagen intussen in de kast. Henne bouwde het frame in zijn eigen werkplaats. Op 19 september 1929 reed hij op de Ingolstädter Landstraße in München met een BMW WR 750 216,75 km/h over de Engelse mijl met vliegende start. Andere records volgden: met vliegende en staande start over de kilometer en de mijl, met 500 cc solomotoren en 750 cc zijspancombinaties. Tot 1937 haalde hij 76 wereldsnelheidsrecords, waarvan het laatste op 28 november 1937, toen hij 279,5 km/h haalde op de 500cc BMW WR 500 met compressor en een volledige stroomlijnkuip. Dit record bleef liefst 14 jaar staan, tot Wilhelm Herz het in 1951 verbrak. De aanval op dit record was door NSU al in 1948 gepland. Na zijn record in 1937 trok Ernst Henne zich terug uit de motorsport.
Met het Nazi-regime had Ernst Henne niet veel op. Hij was sinds 1932 in het bezit van een vliegbrevet, en was voorbestemd om ingelijfd te worden bij de Luftwaffe, maar wegens ernstige hoofdverwondingen na een ongeluk werd hij afgekeurd. In 1949 werd hij Daimler-Benz dealer in München. In 1991 investeerde Henne een groot deel van zijn vermogen in de Ernst-Jakob-Henne-Stichting, die schuldloos in nood geraakte mensen ondersteunt. In 1996 ging hij met pensioen. Zijn zoon Ernst Theodor Henne verkocht de firma Auto-Henne in 1997 aan de Daimler-Chrysler AG.
Henne woonde de laatste jaren van zijn leven op Gran Canaria, waar hij op 22 mei 2005 op de leeftijd van 101 jaar overleed.

## Trivia
- Henne had wel in de gaten dat hij een gevaarlijk beroep had, maar hij kon goed relativeren. Toen zijn vooras losraakte en de motorfiets met 200 km/h wild begon te slingeren, verklaarde hij later:"alle bomen en telegraafpalen liepen gevaar door mijn motor geramd te worden".
- Tijdens de Tweede Wereldoorlog hielp Henne in Meckenbeuren drie onschuldige burgers bij hun vrijlating uit hun Gestapo hechtenis.
- Hennes zoon Ernst Theodor was de vijfde echtgenoot van de schoonmoeder van Karim El Hoesseni (Aga Khan IV).
- Henne was met zijn witte raceoverall, maar vooral met zijn gestroomlijnde helm een bijzondere verschijning. Door die witte overall en de speciale helm kreeg hij de bijnaam "Das Weiße Phantom". De vorm van deze helm ziet men tegenwoordig nog terug in de tijdrithelmen van wielrenners.
- Ernst Henne bezocht samen met Georg Meier het grote BMW treffen in München in 1983, toen de boxermotoren zestig jaar bestonden. Beiden waren (ook bij de jeugd) nog zo bekend dat ze een groot deel van de avond handtekeningen moesten uitdelen.

- Gemeinsame Normdatei: 130075981
- Virtual International Authority File: 13406006
- WorldCat: E39PBJy48F8vCHj8kQV83yP84q